# سنابر
سنابر هي إحدى القرى المحتلة والمدمرة التابعة لمحافظة القنيطرة في هضبة الجولان بجنوب غرب سوريا.
قرية تتبع قرى مركز مدينة القنيطرة (1597ن-340م) تقع على الحافة الغربية لهضبة الجولان، في منطقة تكثر فيها الينابيع والمسيلات عند الحافة الشمالية لوادي حوّاء، إلى الشرقي من وادي نهر الأردن ب3 كم، وتبعد 24 كم إلى الجنوب الغربي من مدينة القنيطرة. في القرية بيوت قديمة ذات أقواس حجرية منحوتة، وقطع أعمدة وتيجان وعليها نقوش لثمرة الرمان. كان سكانها يقومون بزراعة الحبوب والبقول بعلاً، والأرز والتبغ والفول السوداني والخضار وبعض الأشجار المثمرة كالتين والكرمة والتفاح والمشمش والموز ريّاً، تنتشر شجرة الكينا في معظم أراضي القرية إلى جانب بعض الأشجار الحراجية، يربي أهلها الأبقار والأغنام، وتشرب من مياه الينابيع عبر شبكة نظامية تتبعها مزرعتا : الدورة والفاخورة.